# Jiuzhaigou

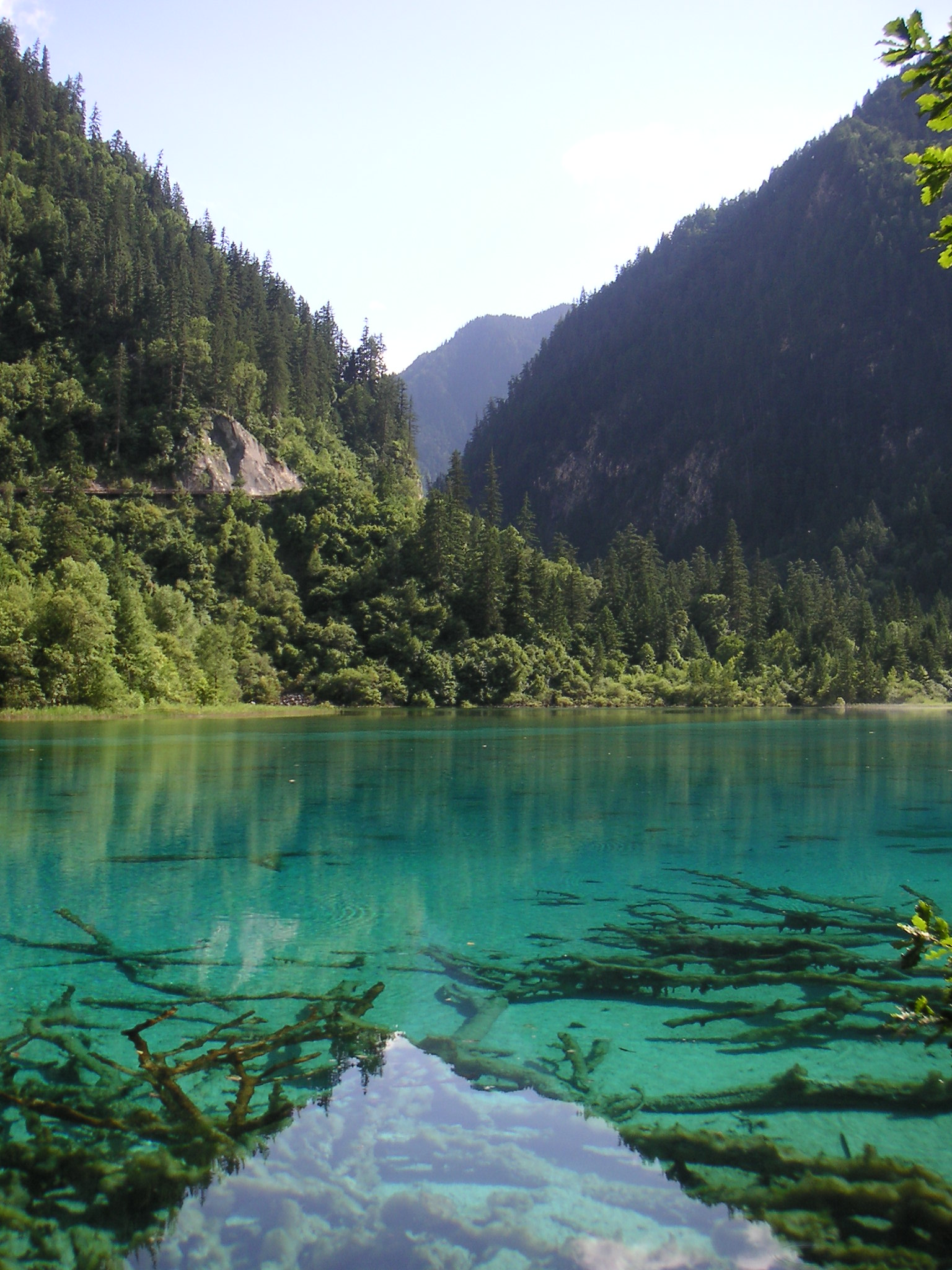
Gekleurd meer

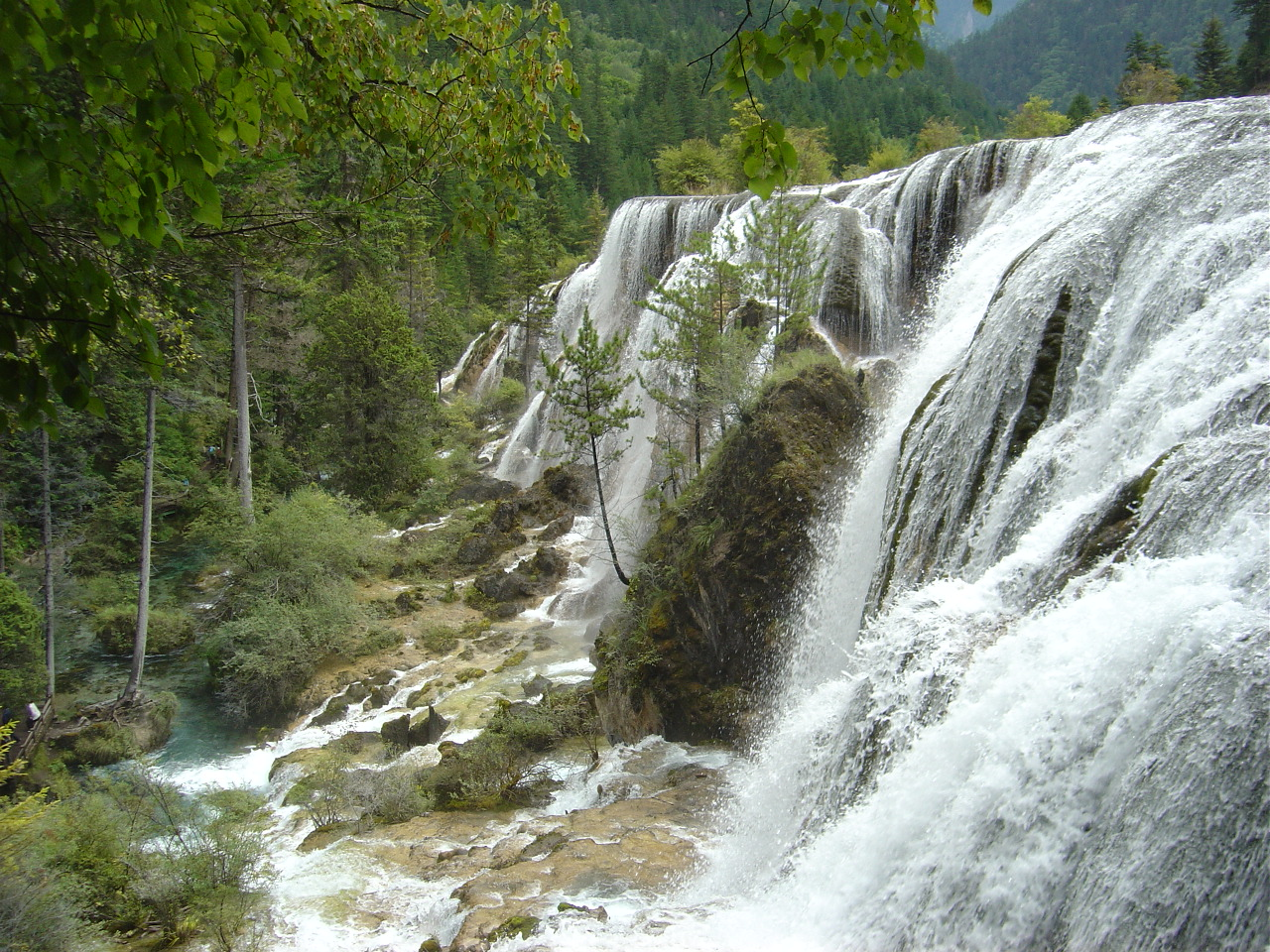
Parelstrandwaterval

De Jiuzhaigou-vallei is een natuurreservaat en Nationaal park Jiuzhaigou in het noorden van de provincie Sichuan, in China. Het is beroemd om de gekleurde meren en watervallen op verschillende niveaus. Sinds 1992 is het park uitgeroepen tot UNESCO Werelderfgoed.

## Geografie
De vallei van Jiuzhaigou ligt in het noordwesten van de provincie Sichuan, in de Tibetaans Qiang Autonome Prefectuur Aba, vlak bij de grens met de provincie Gansu, op 330 km van Chengdu. Het is onderdeel van het Arrondissement Jiuzhaigou, het voormalige Nanping County. De dichtstbijzijnde stad is Songpan en de dichtstbijzijnde luchthaven is Jiuzhai Huanglong Airport, op 80 kilometer afstand.
De vallei omvat 720 km², en daarnaast is er een bufferzone van nog eens 400 tot 600 km². Het laagste punt is bij het begin van het Shuzhengdal op 1.998 meter hoogte en het hoogste punt is de top van de Ganzigonggaiberg aan het einde van het Zechawadal op een hoogte van 4.764 m.

### Klimaat
Het klimaat is gematigd koel, met een jaarlijks gemiddelde van 7,2 °C, en gemiddelden van -1 °C in januari en 17 °C in juli. De jaarlijkse neerslag bedraagt ongeveer 660 mm, waarvan 80% in de periode van mei tot oktober valt. Ondanks de gemiddelde hoogte van 2500 meter, kent de regio een rijke vegetatie. Dit is dankzij het vochtige en koele klimaat, de dalen zijn echter aanzienlijk droger dan de bergen.

## Historie
Het afgelegen gebied werd eeuwen door Tibetanen en Qiang bewoond. Pas in 1972 werd het gebied officieel door de overheid ontdekt en werd er op grote schaal hout gekapt. Dit stopte in 1979 toen de Chinese overheid dit verbood en het gebied in 1982 aanwees als nationaal park. In 1984 openden de deuren voor het toerisme en in 1987 werden de faciliteiten en regels voltooid. In 1992 werd Jiuzhaigou erkend als UNESCO Werelderfgoed. In 1997 volgde de erkenning als Wereld Biosfeerreservaat.

## Bevolking
Verspreid in de Jiuzhaigou vallei liggen negen dorpen, die de naam geven aan het gebied (Jiuzhaigou betekent "negen dorpen vallei"). De permanente bevolking van het gehele dal was ongeveer 1000 in het jaar 1997. Zij maakten deel uit van 130 Tibetaanse en Qiangfamilies. Vanwege de beschermde status van het park is het verboden voor de bewoners landbouw te bedrijven. De bewoners leven van overheidssubsidies en toerisme.
De belangrijkste dorpen in de vallei zijn Heye, Shuzheng en Zechawa aan de hoofdpaden en Rexi en Heijiao in het kleinere Zarudal. Het 1200-jaar oude Boeddhistische Zharuklooster bevindt zich bij de ingang van het Zarudal en niet ver van de ingang van het Shuzhengdal. De overige dorpen in de vallei zijn Jianpan, Panya en Guwa aan het einde van een smal dal tegenover het Zarudal. Penbu, Panxing en Yongzhu liggen aan de weg die door Jiuzhaigou/Zhangza loopt, buiten de vallei.

## Flora en fauna

### Flora
Het ecosysteem van Jiuzhaigou valt onder de gematigde breedgebladerde loofwouden, gemengd met hoogland en bergvegetatie. 300 km² van het kerngebied is bedekt met gemengde oerwouden, die in de herfst verkleuren en het gebied extra aantrekkelijk maken voor toeristen in dit seizoen.
In het gebied komen zo'n 500 zaadplanten voor, waaronder 92 endemische soorten, of soorten die medicinaal toepasbaar of zeldzaam zijn. Tussen de 2000 en 4000 meter hoogte bevinden zich 15 soorten Rhododendron, waarvan enkele endemische varianten. Twee bijzondere soorten bamboe, Fargesia denudata en Fargesia chinensis, zijn ook in het dal te vinden.

### Fauna
De meeste bekende bedreigde diersoort die in Jiuzhaigou voorkomt, is de Reuzenpanda (Ailuropoda melanoleuca). De geschatte populatie in het park is slechts 17 dieren, doordat de populatie is afgesloten van andere groepen van soortgenoten, geldt ze als ernstig bedreigd. De Reuzenpanda is ook de naamgever van het Pandameer en het bijbehorende bamboebos. Een andere ernstig bedreigde diersoort in het park is de Gouden Stompneusaap, die ook een zeer klein aantal voorkomt in de vallei. Naast deze soorten leven er ook de bedreigde Kleine panda, die overigens geen familie is van de Reuzenpanda, maar meer verwant is met de wasbeer. Andere zoogdieren zijn onder andere de Bosgeitantilopen, het Witliphert, en het Chinese waterree.
Naast de zoogdieren leven er ongeveer 140 vogelsoorten in Jiuzhaigou. Waaronder fazanten, uilensoorten en andere roofvogels als de arend en gier.

## Indeling park
Het nationale park bestaat uit twee lange dalen die halverwege het park samenkomen. Er liggen vele meren en watervallen zoals de Pearl Shoal Waterfall en Nuorilang-Waterfall op de weg naar het uiteindelijke dal.

## Trivia
In de vallei is een vechtscène tussen Jet Li en Tony Leung Chiu Wai opgenomen voor de film 英雄 [yīngxióng], welke beter bekend is in het westen onder de titel: Hero.
Chinese Muur · Heilige berg Taishan · Verboden Stad · Paleis van Mukden · Mogaogrotten · Mausoleum van de eerste Qin-keizer · Vindplaats van de Pekingmens in Zhoukoudian · Berglandschap van Huang Shan · Jiuzhaigou-vallei · Huanglong · Wulingyuan · Bergresidentie en afgelegen tempels van Chengde · Tempel en begraafplaats van Confucius en het huis van de familie Kong in Qufu · Oud gebouwencomplex in de Wudangbergen · Historisch ensemble van het Potala-paleis in Lhasa · Jokhangtempel · Norbulingkatempel · Nationaal park Lushan · Landschap rond de berg Emei, inbegrepen het gebied van de Grote Boeddha van Leshan · Oude stad Lijiang · Oude stad Pingyao · Suzhou · Zomerpaleis, een keizerlijke tuin in Peking · Tempel van de hemel, een keizerlijk offeraltaar in Peking · Rotssculpturen van Dazu · Wuyigebergte · Oude dorpen in zuidelijk Anhui - Xidi en Hongcun · Keizerlijke paleizen van de Ming- en Qing-dynastieën in Peking en Shenyang · Grotten van Longmen · Qingcheng en Dujiangyan-irrigatiesysteem · Grotten van Yungang · Beschermd gebied van drie parallelle rivieren in Yunnan · Hoofdsteden en graven van het oude koninkrijk Koguryo · Historisch centrum van Macau · Reservaten van de reuzenpanda in Sichuan · Yinxu · Diaolou en dorpen in Kaiping · Zuid-Chinese karstlandschap · Tulou in Fujian · Nationaal park Sanqingshan · Wutai Shan · Cultuurlandschap van het Westelijke Meer van Hangzhou · Tian Shan in Xinjiang · Cultuurlandschap van rijstterrassen van de Hani in Honghe · Het Grote Kanaal · Zijderoute: het wegennetwerk van de Chang'an-Tiensjancorridor · Sites van de Tusi · Cultuurlandschap met rotstekeningen van Zuojiang Huashan · Hubei Shennongjia · Qinghai Hoh Xil · Gulangyu: een historische internationale nederzetting · Fanjingshan · Archeologische ruïnes van de stad Liangzhu · Trekvogelreservaten langs de kust van de Gele Zee en de Golf van Bohai · Quanzhou